# 下孟乡
下孟乡，是中华人民共和国四川省阿坝藏族羌族自治州理县下辖的一个乡镇级行政单位。

## 行政区划
下孟乡下辖以下地区：
仔迭村、萨门村、清流村、四马村、班达村、楼若村和沙吉村。